# Maurice Le Sage d'Hauteroche d'Hulst
Maurice Le Sage d'Hauteroche d'Hulst (Parigi, 10 ottobre 1841 – Parigi, 6 novembre 1896) è stato un teologo, scrittore, prelato e predicatore francese della Chiesa cattolica.
Fu il fondatore e primo rettore dell'Institut catholique de Paris. Fu deputato del Finistère (dal 6 marzo 1892 al 6 novembre 1896) e prelato pontificio. Viene spesso chiamato col titolo di "Mons. d'Hulst".

## Biografia
Dopo aver concluso brillantemente gli studi al Collège Stanislas di Parigi, Maurice d'Hulst entrò nel seminario di Saint-Sulpice e completò la sua formazione a Roma, dove ottenne il dottorato in teologia. Al suo ritorno, fu per un certo periodo come curato nella parrocchia popolare di Saint-Ambroise. Durante la guerra del 1870 prestò servizio come cappellano volontario. Nel 1873, il cardinale Guibert lo chiamò a partecipare all'amministrazione della diocesi, ma egli si occupò soprattutto della fondazione e dell'organizzazione della Libera università cattolica, che i vescovi avevano aperto a Parigi dopo il voto della legge del 12 luglio 1875, che concedeva la libertà all'istruzione superiore. Divenne rettore dell'università nel 1880 e l'anno successivo fu nominato prelato domestico da papa Leone XIII.
Per quindici anni si dedicò alla propria crescita in tutti gli ambiti dello scibile; consapevole della sua ortodossia, si preoccupò non meno di adeguarla alle esigenze del progresso scientifico. Nel 1891 succede a padre Monsabré sul pulpito della Cattedrale di Notre-Dame, dove per sei anni consecutivi predicò nelle lezioni quaresimali sui fondamenti della morale cristiana e sul Decalogo. Nel 1892 fu eletto deputato del Finistère alla morte di Mons. Freppel. Sebbene fosse un realista per tradizione familiare, Mons. d'Hulst non esitò a sostenere la Repubblica quando papa Leone XIII chiese ai cattolici francesi di farlo. Fu un infaticabile direttore spirituale. All'età di 55 anni, dopo una breve malattia, morì all'apice della sua attività, rimpianto da tutta la Chiesa francese.

## Attività

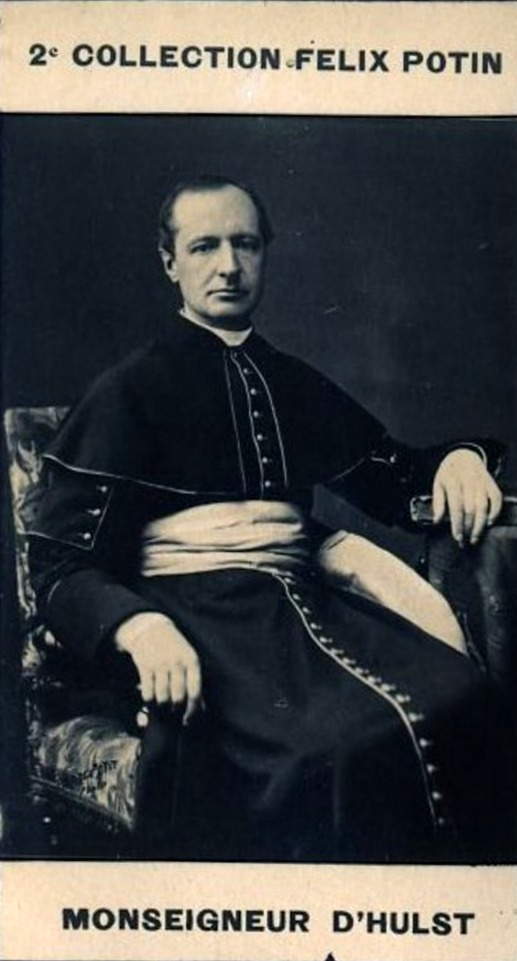
Mons. d'Hulst.

Si sentiva incline agli studi filosofici. Con le sue parole e i suoi scritti, intendeva mettersi al servizio della religione, dell'educazione e della carità; ma i suoi sforzi principali erano rivolti ad elevare il livello degli studi nel clero francese, soprattutto nelle scienze sacre. Il 15 ottobre 1885 lanciò un appello a favore di una scienza cristiana, per porre fine all'incomprensione tra le scienze naturali e la fede. In seguito, svolse un importante lavoro nell'organizzazione dei Congressi scientifici internazionali per i cattolici, approvati da Leone XIII nel 1887. Si tennero diversi congressi, a Parigi l'8 aprile 1888; di nuovo nella capitale francese nell'aprile 1891; a Bruxelles nel 1894; a Friburgo nel 1897 e a Monaco di Baviera nel 1900. Fu soprattutto grazie al suo lavoro che l'immagine della "scienza cattolica" migliorò all'inizio del XX secolo.
Come oratore, le sue parole erano un po' fredde e didascaliche, ma molto chiare, precise e dense di significato. Oltre a due biografie, la Vie de la Mère Marie-Thérèse (Parigi, 1872) e la Vie de Juste de Bretenières (Parigi, 1892), scrisse L'Éducation supérieure (Parigi, 1886); Le droit chrétien et le droit moderne, un commento all'enciclica Immortale di Leone XIII (Parigi, 1886), un volume di Mélanges philosophiques (2a edizione 1903); pubblicò anche due volumi di Mélanges oratoires (Parigi, 1891 e 1892) e i sei volumi delle Conférences de Notre-Dame, arricchiti da note e appendici (Parigi, 1891-96). È impossibile menzionare i numerosi articoli con i quali contribuì alle riviste del suo tempo, ma tra i più importanti ci sono Examen de conscience de Renan, Une âme royale et chrétienne (necrologio del conte di Parigi) e La Question biblique. La maggior parte dei suoi discorsi pronunciati occasionalmente sono stati raccolti e pubblicati dall'Abbé Odelin nei quattro volumi intitolati Nouveaux Mélanges oratoires (Parigi, 1900-1907). Mons. Baudrillart, suo successore alla guida dell'Istitut catholique, dopo il rettorato di Mons. Péchenard, pubblicò una raccolta delle Lettres de Direction di Mons. d'Hulst.